# 이승태
이승태(1972년 3월 28일 ~ )는 대한민국의 전직 축구 선수이다. 현역 시절 포지션은 왼쪽 최고의 윙어였다.